# Celestial Mechanics and Dynamical Astronomy
Celestial Mechanics and Dynamical Astronomy : An International Journal of Space Dynamics is een internationaal, aan collegiale toetsing onderworpen wetenschappelijk tijdschrift op het gebied van de astronomie.